# Leaning Brick Pile
Das Leaning Brick Pile (deutsch: Schiefer Ziegelturm) ist ein Instrument des strategischen Controllings, um das Portfolio eines Unternehmens aus Sicht des Shareholder Value zu analysieren. Dabei werden Marktwert und Buchwert der Strategischen Geschäftseinheiten eines Unternehmens gegenübergestellt.

## Vorgehen
Das Leaning Brick Pile ist eine grafische Darstellung in einem zweidimensionalen Koordinatensystem. Auf der Abszisse werden die Buchwerte (B) der Strategischen Geschäftseinheiten abgetragen, auf der Ordinate deren Marktwerte (M). Der Grund für die Schieflage des Ziegelturms liegt in der Anordnung der Geschäftsbereiche. 
Zunächst werden all jene Geschäftsbereiche eingezeichnet, bei denen der aktuelle Marktwert den Buchwert übersteigt, d. h., deren Rentabilität größer ist, als die Eigenkapitalkosten. Anschließend werden die Geschäftsbereiche eingezeichnet, die zwar noch einen positiven Marktwert aufweisen, aber dieser den Buchwert jedoch nicht mehr erreicht. Schließlich werden noch jene Geschäftseinheiten abgetragen, welche einen negativen Marktwert aufweisen und damit den Wert des Gesamtunternehmens verringern.

## Beispiel
Ein Unternehmen besteht aus sechs strategischen Geschäftseinheiten (SGE A - SGE F). Der jeweilige Marktwert und der Buchwert für jede SGE wurden ermittelt. Anschließend wurde das Verhältnis von Marktwert zu Buchwert gebildet und die Geschäftseinheiten danach in absteigender Reihenfolge angeordnet. 
| Strategische Geschäftseinheit | Marktwert  | Buchwert   | M/B-Verhältnis | Rang nach M/B-Verhältnis |
| ----------------------------- | ---------- | ---------- | -------------- | ------------------------ |
| SGE A                         | 230 Mio. € | 100 Mio. € | 2,33           | 1                        |
| SGE B                         | 80 Mio. €  | 60 Mio. €  | 1,33           | 2                        |
| SGE C                         | 80 Mio. €  | 80 Mio. €  | 1,00           | 3                        |
| SGE D                         | 80 Mio. €  | 120 Mio. € | 0,67           | 4                        |
| SGE E                         | −50 Mio. € | 60 Mio. €  | −0,83          | 5                        |
| SGE F                         | −60 Mio. € | 50 Mio. €  | −1,2           | 6                        |

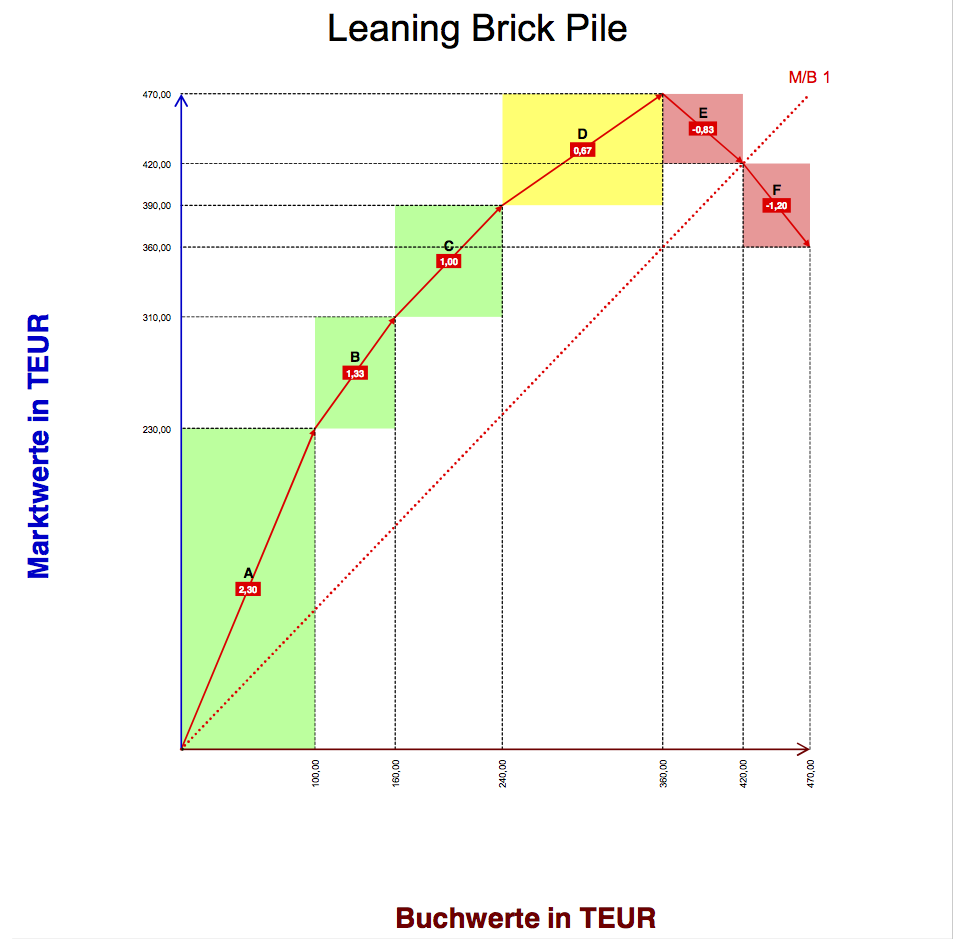
Leaning Brick Pile Diagramm

Bei SGE A und SGE B ist das Verhältnis von Marktwert und Buchwert größer 1, d. h., sie tragen zur Steigerung des Unternehmenswertes bei. Bei SGE C entspricht der Marktwert dem Buchwert des investierten Kapitals, d. h. die Geschäftseinheit kann das eingesetzte Kapital zumindest verzinsen. SGE D trägt mit einem positiven Marktwert noch zum Unternehmenswert bei. Dieser liegt jedoch unter dem Buchwert. SGE E und SGE F verringern durch ihren negativen Marktwert den Unternehmenswert.

## Vorteile
Leaning Brick Pile gibt einen Überblick über den Wertbeitrag jeder Strategischen Geschäftseinheit und kann in dieser Hinsicht hilfreich sein, um die Dimensionierung des Unternehmens zu überprüfen. Zudem erlaubt es Rückschlüsse von strategischen Entscheidungen in den jeweiligen Geschäftseinheiten auf die Gesamtsituation des Unternehmens. 

## Nachteile
Leaning Brick Pile stellt zwar den Wertbeitrag jeder Geschäftseinheit anschaulich dar, kann aber die wesentlichen Werttreiber nicht erfassen. Synergien zwischen den Geschäftseinheiten werden nicht erfasst.